# Тузун
Тузу́н (араб. توزون‎) — военачальник, первоначально служивший иранскому эмиру Мардавиджу, а после перешедший на сторону Аббасидского халифата, где продвинулся по карьерной лестнице и стал амир аль-умара («эмир эмиров», главнокомандующий и де-факто военный диктатор), «выселив» с этой должности хамданидского эмира Насир ад-Даулу и занимая позицию вплоть до своей смерти в августе 945 года.

## Биография
Тузун был тюркским рабом (гулямом или мамлюком), служившим автономному повелителю иранского эмирата Зияридов в Табаристане Мардавиджу. По словам исламского историка Ибн Джарира ат-Табари, он предпочитал общаться на родном языке, хотя и владел арабским, боясь ошибиться перед руководителем, ведь эта ошибка могла стать последней для него. Когда в 935 году Мардавиджа убили, Тузун перебрался в Аббасидский халифат, где пристроился на службу к могущественному амилю Васита Ибн Раику. При его поддержке год спустя Тузун устроился в самом Багдаде, получив должность в «диван аль-джунд» (армейском министерстве), в то время как Ибн Раик стал амир аль-умара. Здесь Тузун, как прибывший с Востока и мысливший иначе, нежели его предшественники, не собирался оставлять власть за арабскими войсками. Он стал одним из инициаторов смещения старой военной знати с заменой их на тюрков, на которых он полагался. Они стали одним из основных его факторов в борьбе за власть над аббасидским двором, в котором принимали участие и амбициозные соседние династии арабского происхождения, Хамданиды (Бадият-эль-Джазира) и аль-Бариди (Басра). В этой борьбе в 938 году Ибн Раик потерял свой пост, его сменил другой тюркский военачальник, Баджкам. В 941 году последнего убили, и Ибн Раик ненадолго восстановил своё положение, однако вскоре был низложен и заменён хамданидом Насир ад-Даулой.